# Anglická (Praha)
Anglická ulice je jedna z významných ulic v Praze na Vinohradech, součást dopravního spojení od náměstí Míru k pražské magistrále a Karlovu náměstí. Její délka je asi 360 m. Ulice je až na krátký úsek u náměstí Míru od Italské ulice ve směru ke Karlovu náměstí jednosměrná.

## Historie a názvy
Historický název ulice byl odvozen od jména cesty vedoucí od Žitné brány směrem na východ do vsi Vršovice, tedy Vršovická silnice. Při ní v letech 1867–1878 vznikala uliční zástavba. 
V roce 1878 byla ulice pojmenována po Františkovi Palackém (1798–1879), českém historikovi, politikovi a spisovateli. Tehdy pokračovala za dnešním náměstím Míru (založeném v roce 1884 a původně nazvaným Purkyňovo náměstí) až do Vršovic; dnes se tato část nazývá Francouzská ulice.
Po připojení k tzv. Velké Praze byla Palackého ulice téměř v každé městské čtvrti (na území současné Prahy se nacházelo asi 25 ulic Palackého). V roce 1926 byla proto ulice nazvána Anglická, což odkazuje na Anglii jako jednu z historických zemí Spojeného království, tedy na součást státu, který se za první světové války přidal na stranu Trojdohody. Mírové uspořádání Evropy po první světové válce a státy Dohody nebo jejich hlavní města připomíná i pojmenování dalších ulic v okolí náměstí Míru – Americká, Bělehradská, Belgická, Francouzská, Italská, Jugoslávská, Londýnská, Rumunská, Římská, Záhřebská).
Za Protektorátu byla Anglická ulice přejmenována, neboť Velká Británie byla ve válečném stavu s nacistickým Německem, a v letech 1940–1945 se jmenovala Irská (Irsko bylo považováno za nepřítele Velké Británie). Po skončení války byl ulici navrácen název Anglická.

## Trasa ulice
Ulice (podle číslování domů) začíná na křižovatce s Legerovou ulicí; tam na ni západním směrem navazuje Žitná. Anglická směřuje do kopce na východ, pak na další křižovatce odbočuje doleva Škrétova a doprava Bělehradská. Anglická se mírně stáčí na jihovýchod a pak z ní odbočují doleva Rubešova a doprava Londýnská, potom ještě doleva Balbínova a znovu doleva Italská, a u náměstí Míru Anglická ulice končí.
Významné nebo zajímavé budovy a místa:
- známá kavárna Demínka, založená roku 1886 (nárožní dům Anglická 386/5, Škrétova 386/1)
- administrativní budova na nároží Anglické a Bělehradské, postavená v letech 1993–1994 (podle návrhu architektonické kanceláře Omicron K)[3]

- činžovní dům Anglická 334/12 (z roku 1938, od architektů Josefa Hrubého a Josefa Kittricha)[4]
- pozdně klasicistní činžovní dům Anglická 391/17 (na nároží Anglické a Balbínovy, z roku 1873; pozdější úprava fasády ve stylu geometrické secese z roku 1911, portál z chromované oceli z let 1931 až 1933 navrhl architekt Paul Albert Kopetzky)[5]

- činžovní dům Anglická 225/18 (postaven 1954–1955, s keramickými dlaždicemi, architekt Jaroslav Vaculík)[4]

- bývalá neorenesanční budova Vinohradské záložny (Anglická 136/20, postavená v letech 1886–1887 podle projektu Františka Heberleho);[6] na průčelí je sousoší Spořitelnictví, obchod a průmysl od Antonína Poppa[7]

- nárožní dům Anglická 384/25 od Bohumíra Kozáka z roku 1937[4]

- budová bývalé Hlavovy kavárny (nazývané Hlavovka), Anglická 1219/27, z roku 1903 podle plánu Josefa Pospíšila.[8] Bronzová busta s deskou připomíná sochaře Jana Štursu, který v domě žil v letech 1916–1925

- na rohu u náměstí Míru (Anglická 620/30) funkcionalistická budova s pasáží, palác Valdek

## Galerie

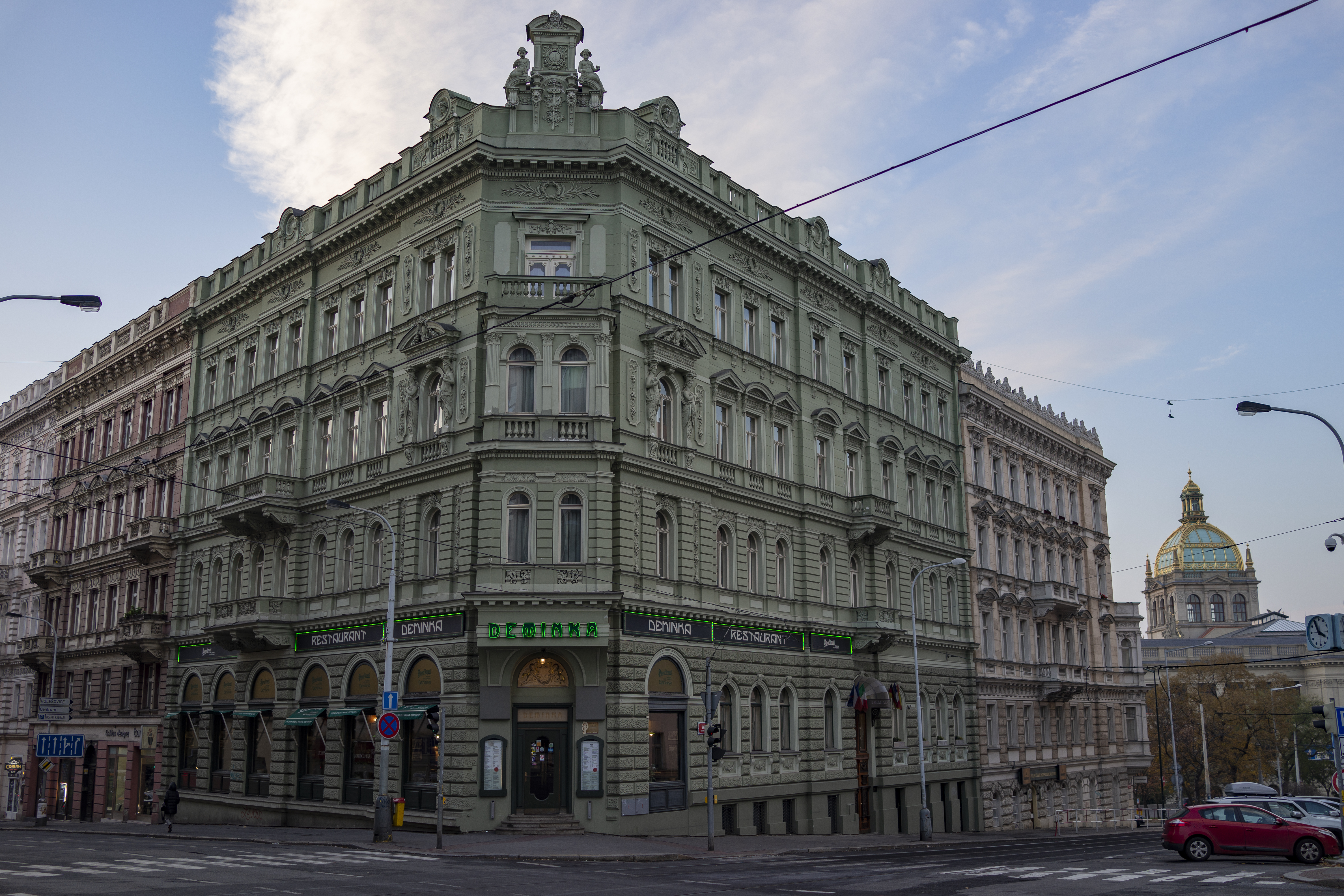
Demínka (nároží Anglické a Škrétovy)
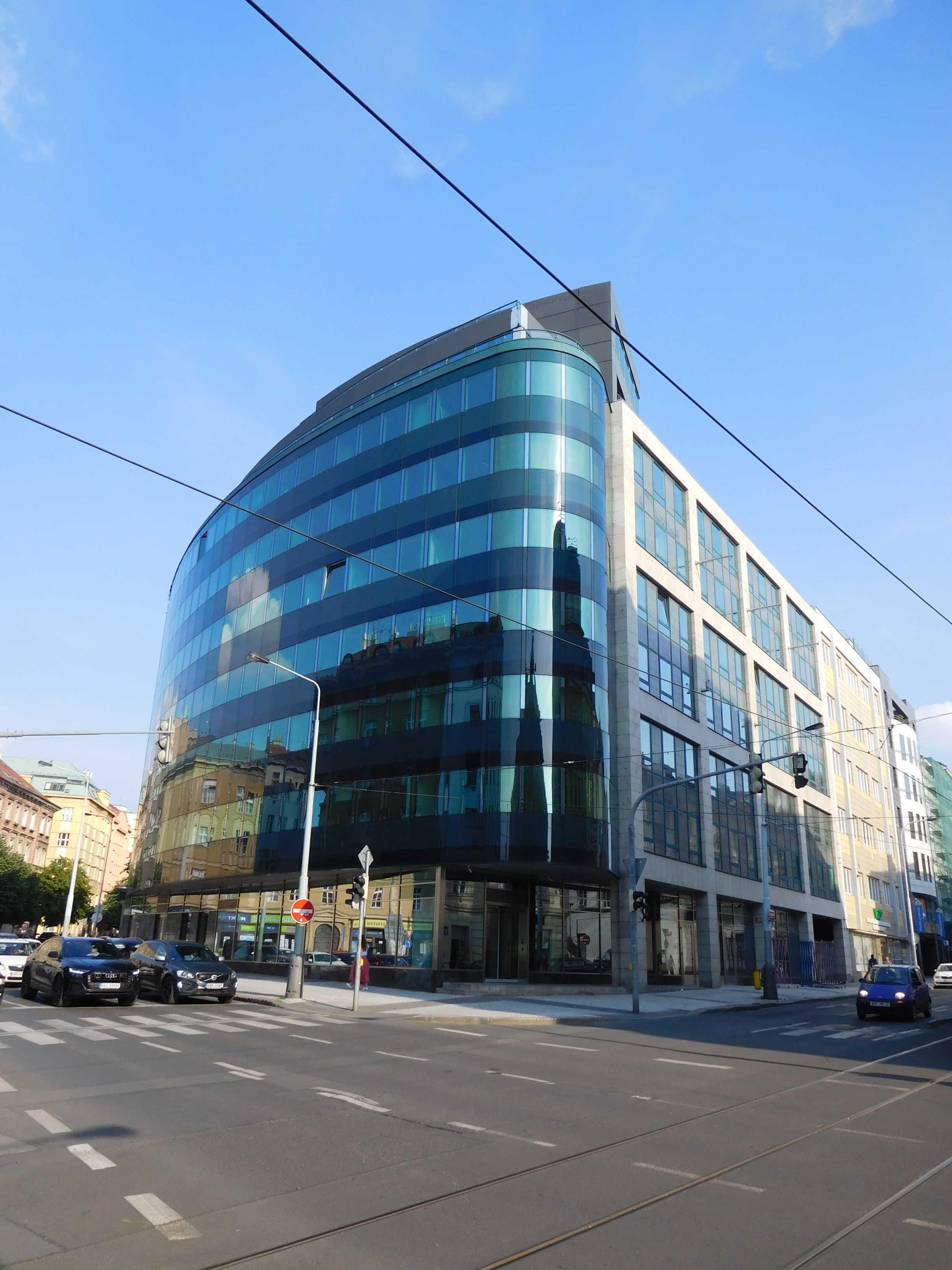
Administrativní budova na nároží Anglické a Bělehradské
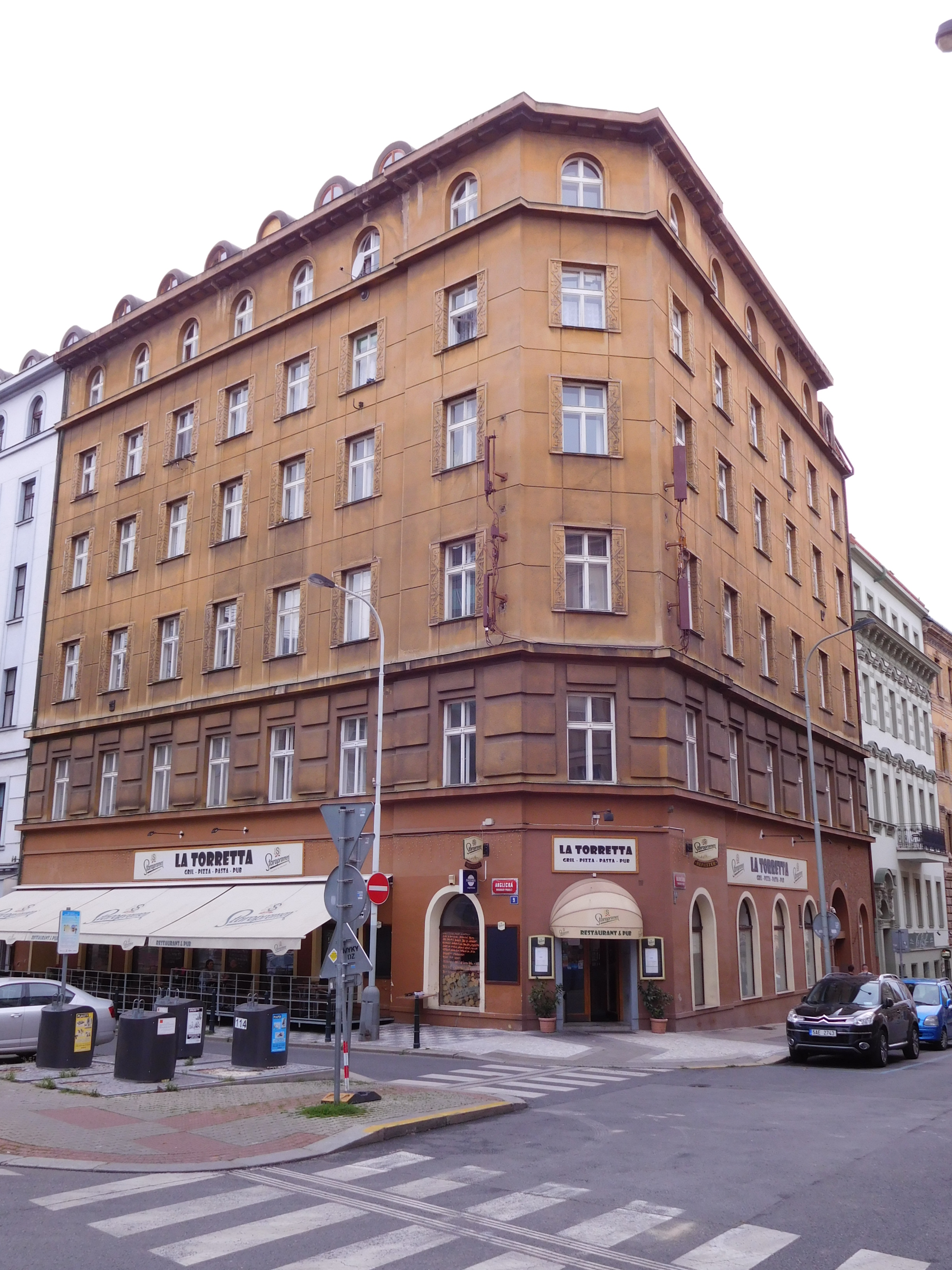
Anglická 41/9 (nároží Anglické a Rubešovy)
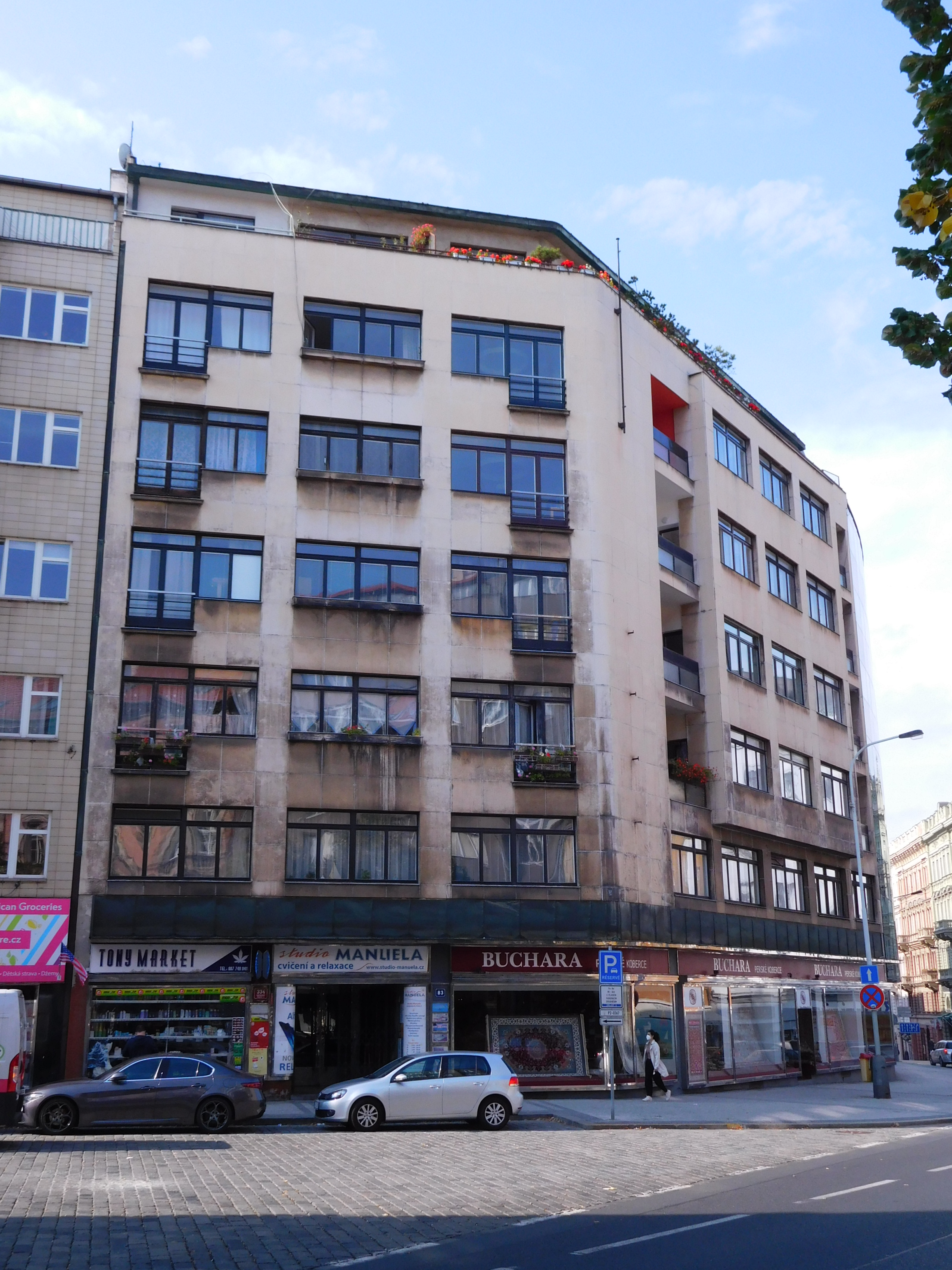
Anglická 334/12 (nároží Anglické a Londýnské)
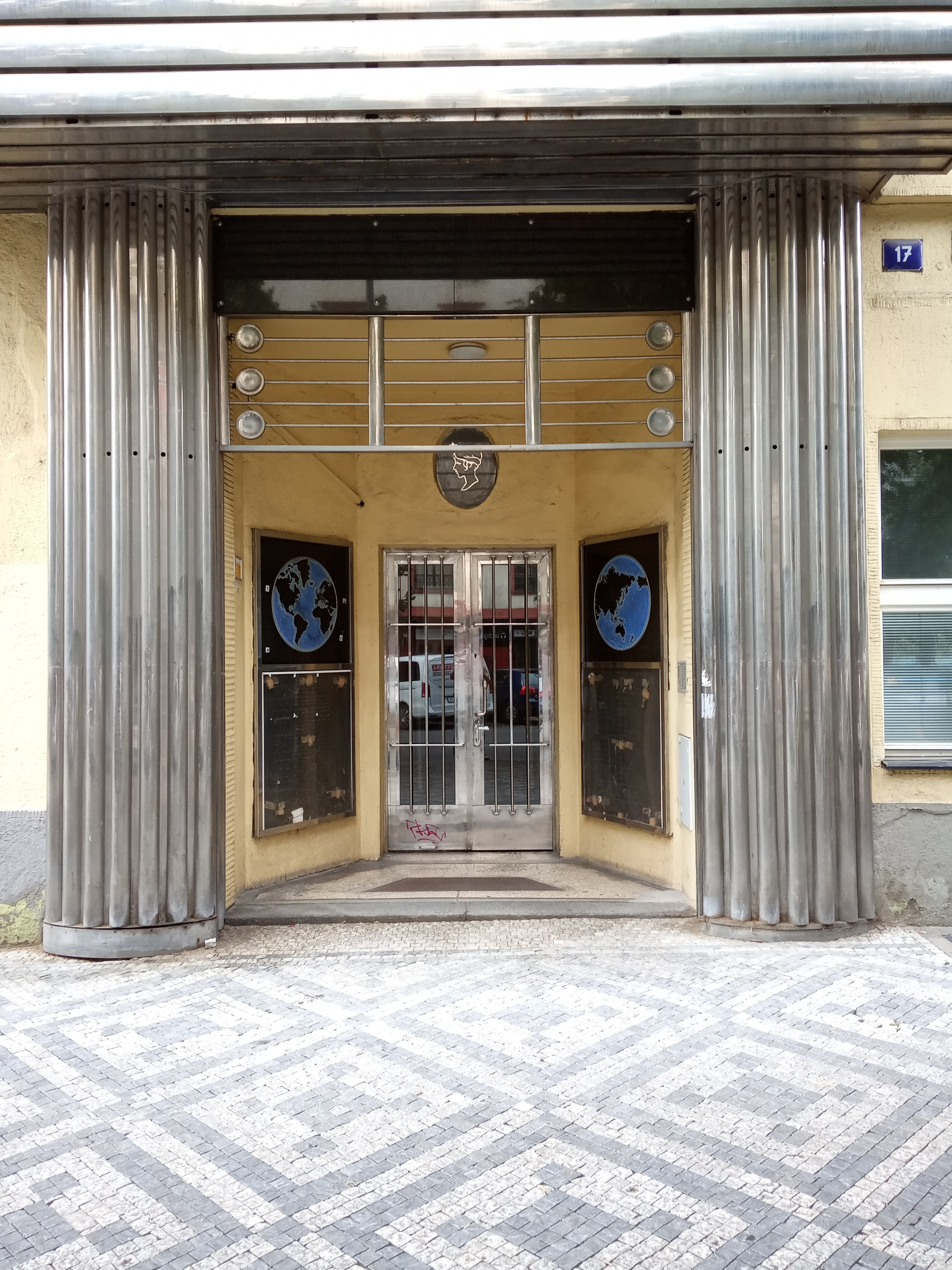
Anglická 391/17: portál
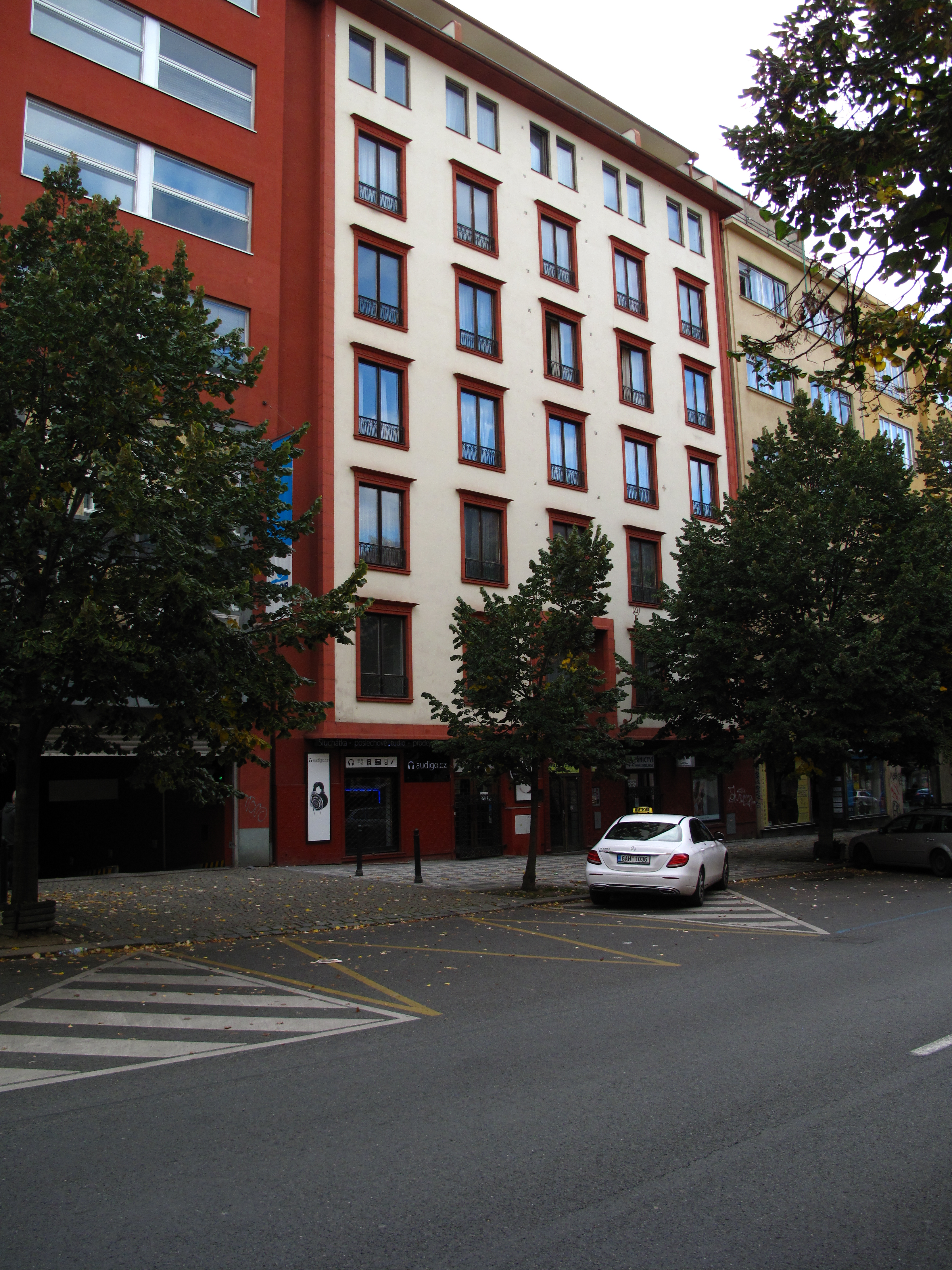
Anglická 225/18
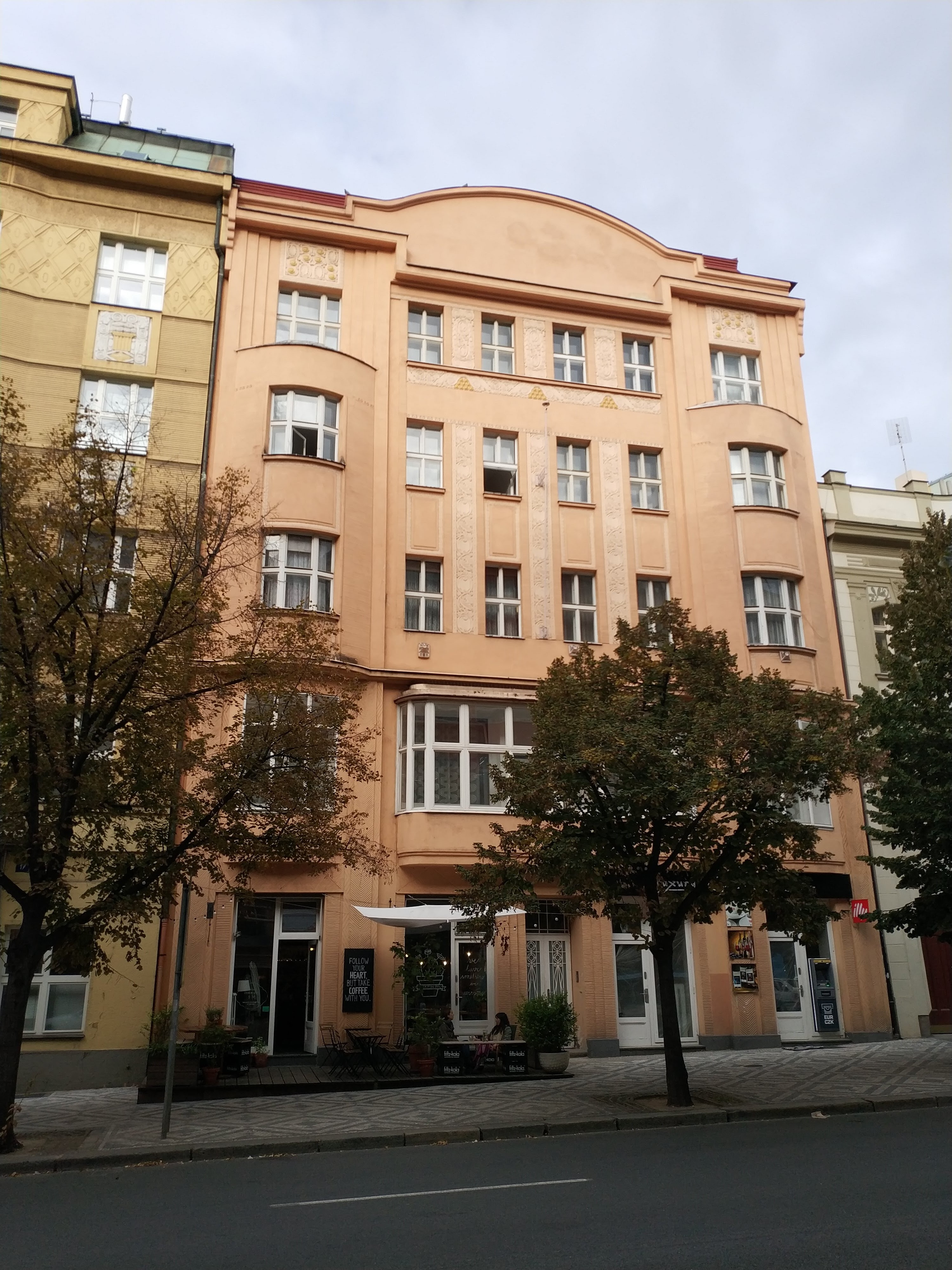
Anglická 390/19
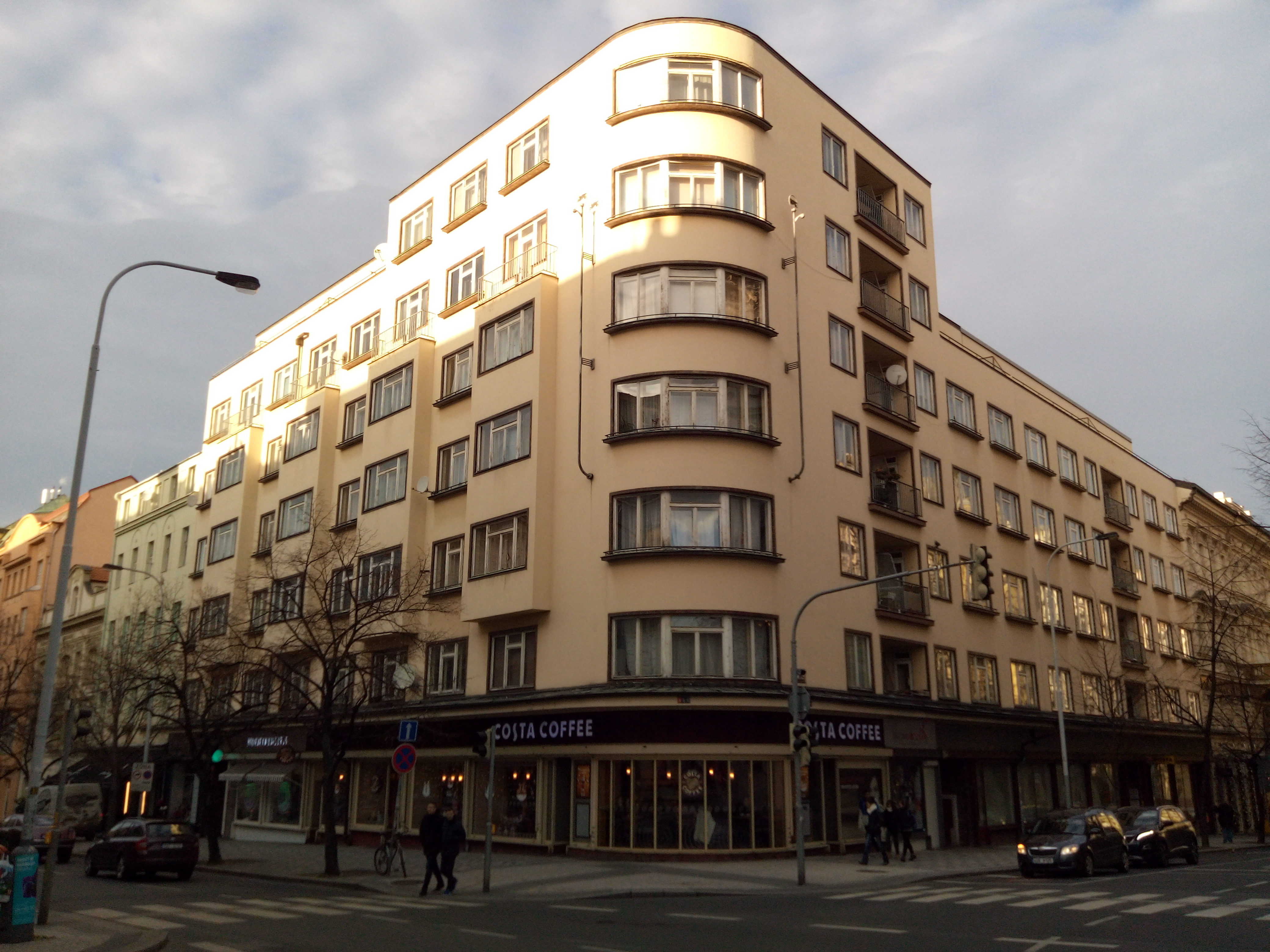
Anglická 384/25 (nároží Anglické a Italské)
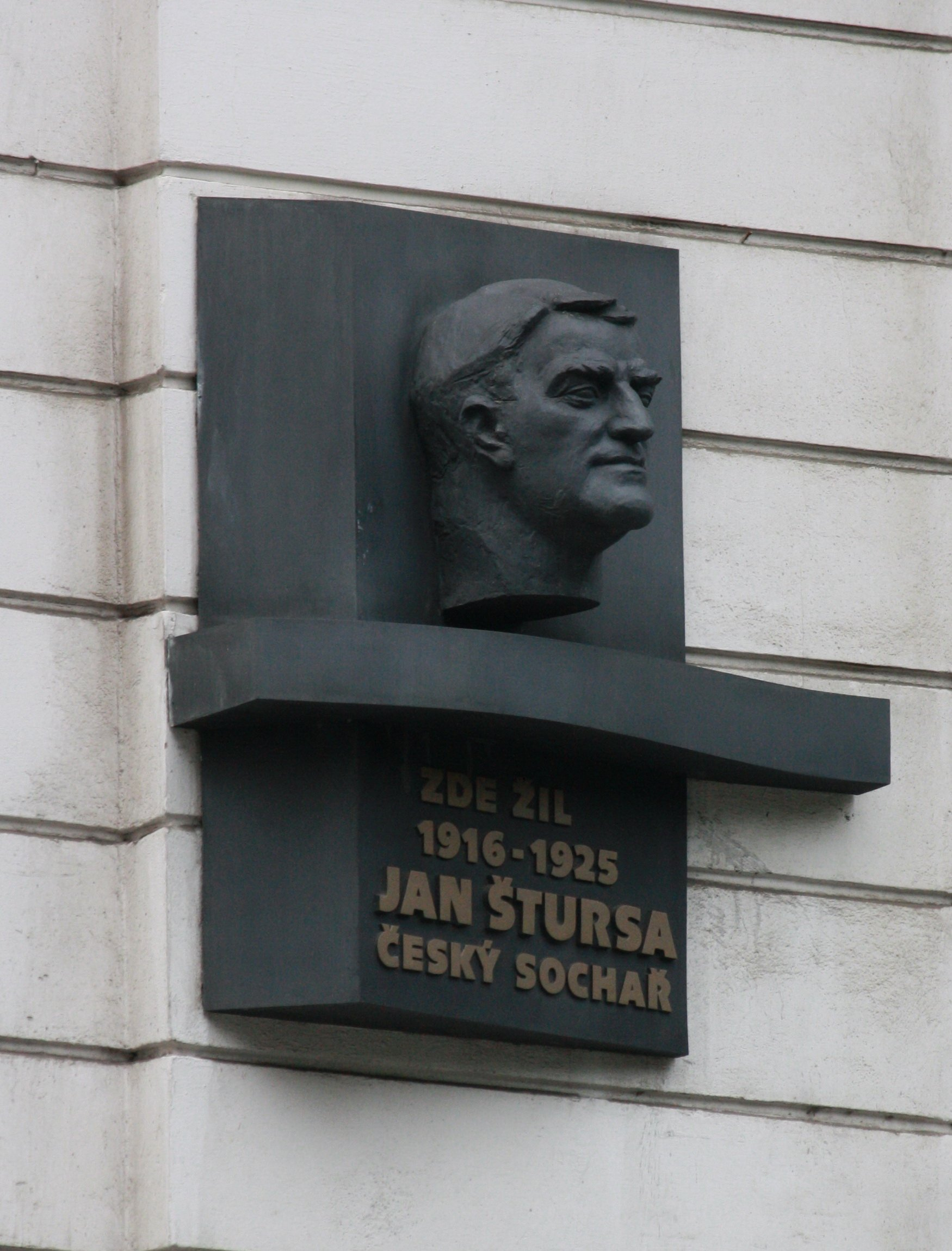
Pamětní deska Jana Štursy na domě Anglická 1219/27
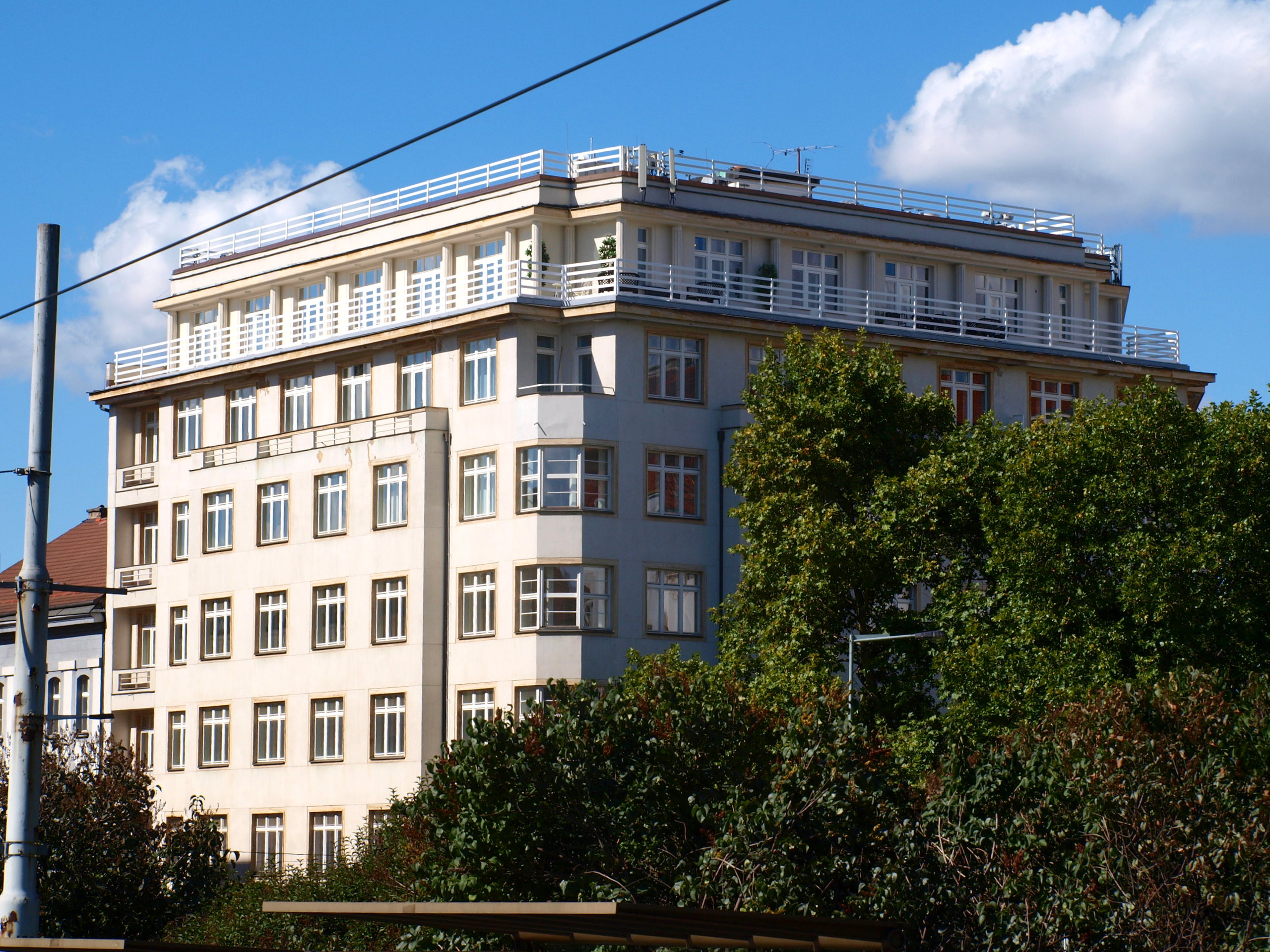
Palác Valdek (Anglická 620/30)